# Bruno Magalhães
Bruno Magalhães (1980. július 10.) portugál raliversenyző.

## Pályafutása
A 2006-os Madeira-ralin debütált az interkontinentális ralibajnokságban. 2007-ben már dobogóra állt ezen a versenyen, majd ezt a teljesítményét megismételte 2009-ben. 
2010-ben már kizárólag erre a sorozatra koncentrált. Az idény első hét futamán pontszerzőként ért célba, az Azori-szigeteken rendezett versenyen pedig megszerezte hazája első győzelmét a bajnokságban. Harminc pontjával végül ötödikként zárta a szezont. 
A 2011-es szezonban is állandó résztvevője a sorozatnak, a mecseki versenyt megelőzően a pontverseny tizenkettedik helyén áll.

## Eredményei

### Interkontinentális ralibajnokság
Győzelmek
| #  | Dátum              | Rali       | Navigátor        | Autó              | Összefoglaló |
| -- | ------------------ | ---------- | ---------------- | ----------------- | ------------ |
| 1. | 2010. július 15-17 | Azori rali | Carlos Magalhães | Peugeot 207 S2000 | Összefoglaló |

Statisztika
| Év       | Helyezés | Versenyek/ célbaérés | Pontok | Győzelmek | Dobogók | Szakasz győzelmek |
| -------- | -------- | -------------------- | ------ | --------- | ------- | ----------------- |
| 2006     | 13.      | 1/1                  | 5      | 0         | 0       | 0                 |
| 2007     | 10.      | 2/1                  | 8      | 0         | 1       | 7                 |
| 2008     | 21.      | 3/1                  | 4      | 0         | 0       | 7                 |
| 2009     | 10.      | 2/2                  | 8      | 0         | 1       | 6                 |
| 2010     | 5.       | 9/8                  | 30     | 1         | 0       | 4                 |
| 2011     | 12.      | 5/2                  | 14     | 0         | 0       | 1                 |
| Összesen |          | 22/16                | 69     | 1         | 3       | 25                |